# میکایا
میکایا (عبری:מיכיהו به معنی چه کسی مانند یه است؟) پسر ایملاه یکی از پیامبران عهد عتیق است. او با میکاه یکی نیست با اینکه نامهای آنها شباهت دارند.

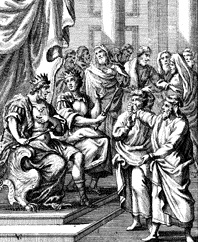
پیشبینی میکایا نقاشی سال ۱۶۹۵ میلادی.

## در کتاب مقدس
داستان میکایا در کتاب اول پادشاهان آمده‌است. در این داستان پادشاه پادشاهی شمالی اسرائیل (که معمولاً اهب فرض می‌شود) به نزد جهوشافات پادشاه پادشاهی یهودا می‌رود و از او می‌پرسد که آیا به همراه او برای تسخیر راموت-گیلاد می‌رود که در اختیار شاه آرام است یا خیر. جهوشافات به او می‌گوید بهتر است اول از خداوند بپرسد که چه کند. اهب به پیامبران خود خبر می‌دهد و آنها می‌گویند که پروردگار (آدونای) راموت-گیلاد را به اهب خواهد داد. جهوشافات می‌گوید که آیا پیامبر دیگری هست که از او نظر پروردگار (یهوه) را بپرسد؟ اهب به میکایا پسر ایملاه اشاره می‌کند ولی می‌گوید که از او خوشش نمی‌اید به خاطر اینکه پیشبینی‌های قبلی او نسبت به اهب مثبت نبوده‌است. فردی به نزد میکایا می‌رود و به او می‌گوید که بهتر است پیشبینی مثبتی به اهب دهد. میکایا به آن فرد می‌گوید که او فقط پیغام خداوند را می‌رساند. میکایا به نزد اهب می‌رود. در ابتدا او نیز حرف پیامبران دیگر را تأیید می‌کند و می‌گوید که اهب باید به جنگ برود؛ ولیکن اهب به او شک دارد و به او اصرار می‌کند که حقیقت را بگوید و میکایا می‌گوید که یهوه به اهب دستور داده‌است به جنگ رود تا کشته شود. در رؤیای میکایا او به عرش خداوند نیز می‌رسد و آن را می‌بیند. در رؤیا میکایا می‌بیند که روحی می‌آید و پیشنهاد می‌دهد که دروغگو در دهان پیامبران باشد. از این رو پیشبینی بقیه پیامبران بر اساس این روح دروغگو بوده‌است. اهب دستور می‌دهد که میکایا زندانی شود تا اینکه او از جنگ سالم بر گردد. اهب در جنگ لباس مبدل می‌پوشد تا پیشبینی میکایا به حقیقت نپیوندد؛ ولیکن یک تیر بی هدف به او اصابت می‌کند و او را می‌کشد و حرف میکایا به حقیقت می‌رسد و حرف ۴۰۰ پیامبر اهب دروغ در می‌آید.